# نوردیا

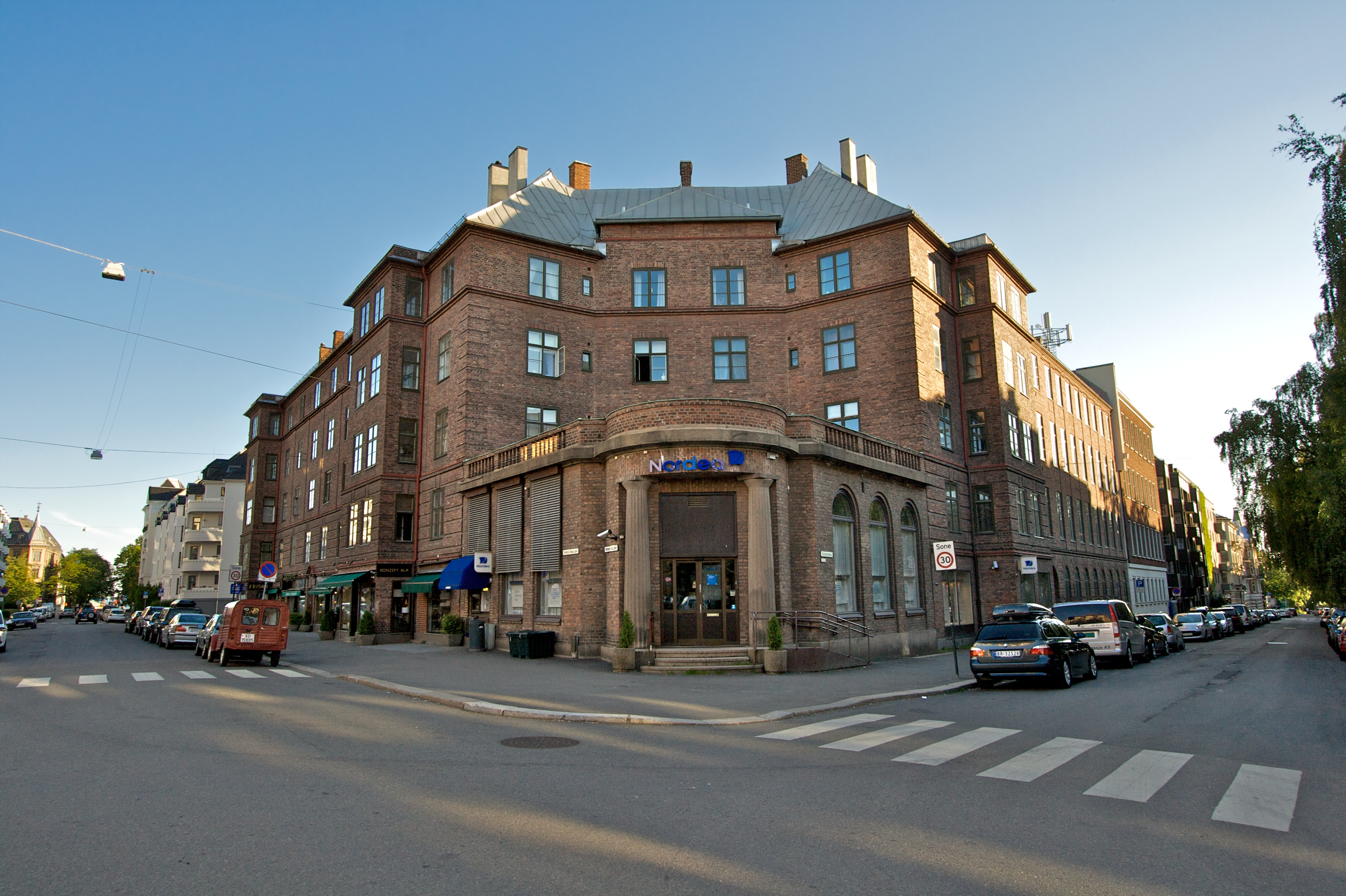
ساختمان مرکزی نوردیا

نوردیا (به سوئدی: Nordea) شرکت خدمات مالی و بانک‌داری فنلاندی است، که عمده خدمات خود را در کشورهای حوزه نوردیک و اروپای شمالی ارائه می‌کند.
این بانک در پی ادغام بانک‌های نوردبانکن، یونی‌بانک، مریتا بانک و کریستیانیا بانک، همچنین خریداری چند مؤسسه مالی و بانکی سوئدی، فنلاندی، دانمارکی و نروژی بین سال‌های ۱۹۹۷ تا ۲۰۰۰ تشکیل شد.
امروزه با توسعه گروه بانکی نوردیا، کشورهای حوزه دریای بالتیک و لهستان نیز بخشی از بازار خانگی آن محسوب می‌شوند. هم‌اکنون بزرگترین سهام‌دار گروه نوردیا، شرکت بیمه فنلاندی سامپو است، که مالک ۲۰٪ درصد از سهام این بانک می‌باشد.
بخشی از سهام شرکت نوردیا در بازارهای بورس استکهلم، بورس هلسینکی و بورس کپنهاگ معامله می‌شود. شعبه مرکزی نوردیا در شهر هلسینکی قرار دارد. بانک نوردیا دارای بیش از ۱٬۴۰۰ شعبه است، که در ۱۹ کشور جهان مستقر می‌باشند.
شعبه‌های بین‌المللی بخش بانکداری کلان نوردیا، در کشورهای آلمان (فرانکفورت)، انگلستان (لندن)، سنگاپور، چین (شانگهای) و ایالات متحده آمریکا (نیویورک) متمرکز می‌باشند.
شعبه‌های بین‌المللی ارائه‌کننده بانکداری اختصاصی و بانکداری خرد نوردیا نیز، در کشورهای لوکزامبورگ، بلژیک (بروکسل)، فرانسه (کن)، اسپانیا (مالاگا) و سوئیس (زوریخ) مستقر می‌باشند. علاوه بر این، نوردیا دارای دفاتر نمایندگی در شهرهای سائوپائولو، برزیل و پکن نیز می‌باشد.